# Gängtappen
Gängtappen, också kallad Kockumshuset, är en kontorsbyggnad i Västra hamnen, Malmö, invigd 12 januari 1958. 
Byggnaden har åren 1958—2015 utgjort huvudkontor åt Kockums AB. När den byggdes var den Sveriges högsta kontorsbyggnad med 65 meters höjd och 15 våningar. Fortfarande utgör den en av Malmös högsta byggnader. Arkitekt Paul Hedqvist ritade en avancerad trekantig "gängtapp" med 15 000 kvadratmeter lokaler för 900 anställda och med alla innerväggar flexibelt flyttbara kring en central kärna av sex personhissar, varuhiss och trapphus. I entrén finns en glasmosaik med havsmotiv av Tor Hörlin.
Husets speciella form kan göra det svårt att orientera sig mellan lokalerna. Husets fasad har efterhand genomgått renoveringar som gjort att det förlorat sin 1950-talskaraktär. 
2009 sålde dåvarande ägaren av Kockums, ThyssenKrupp Marine Systems, fastigheten till fastighetsbolaget Wihlborgs för att därefter hyra byggnaden i stället. Under 2015 flyttade Kockums AB sitt kontor till en grannfastighet med mindre lokalyta. Efter Kockums flytt hyrde flera andra företag in sig i byggnaden, bland andra Länsförsäkringar och Hypergene. Länsförsäkringar Skåne köpte sedan fastigheten i december 2019.

## Galleri

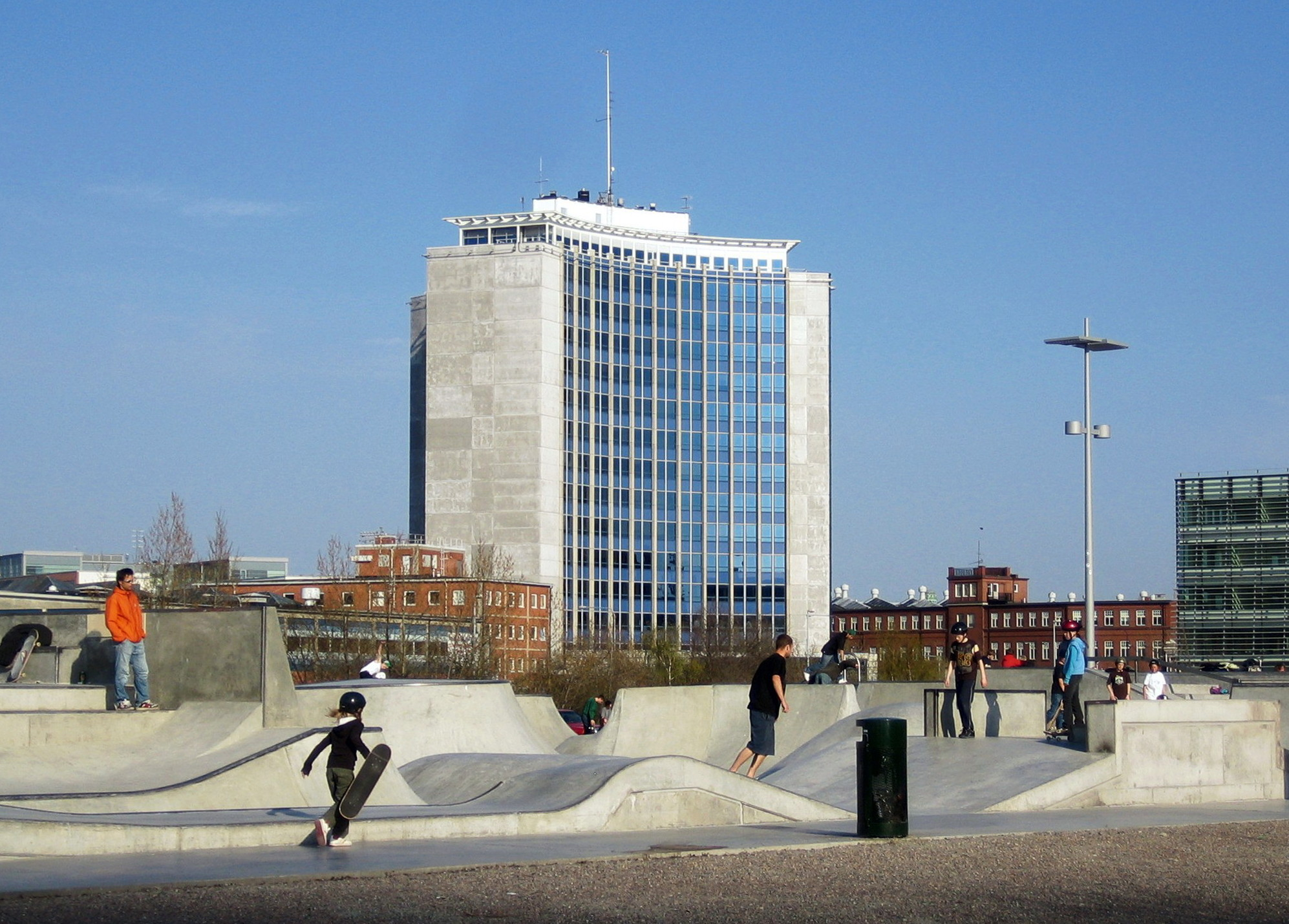
Gängtappen och Stapelbäddsparken i förgrunden, maj 2006.
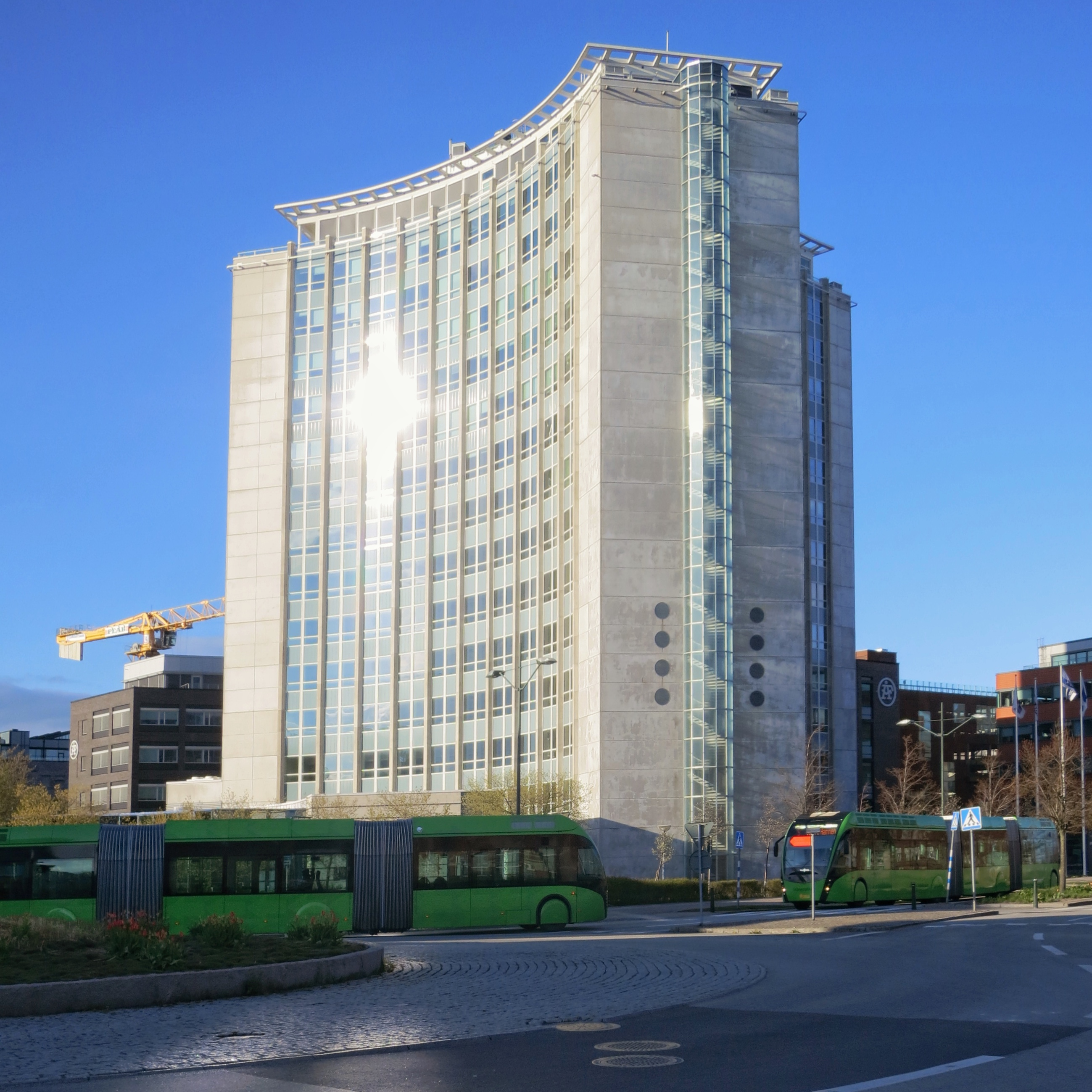
Gängtappen under april 2017.
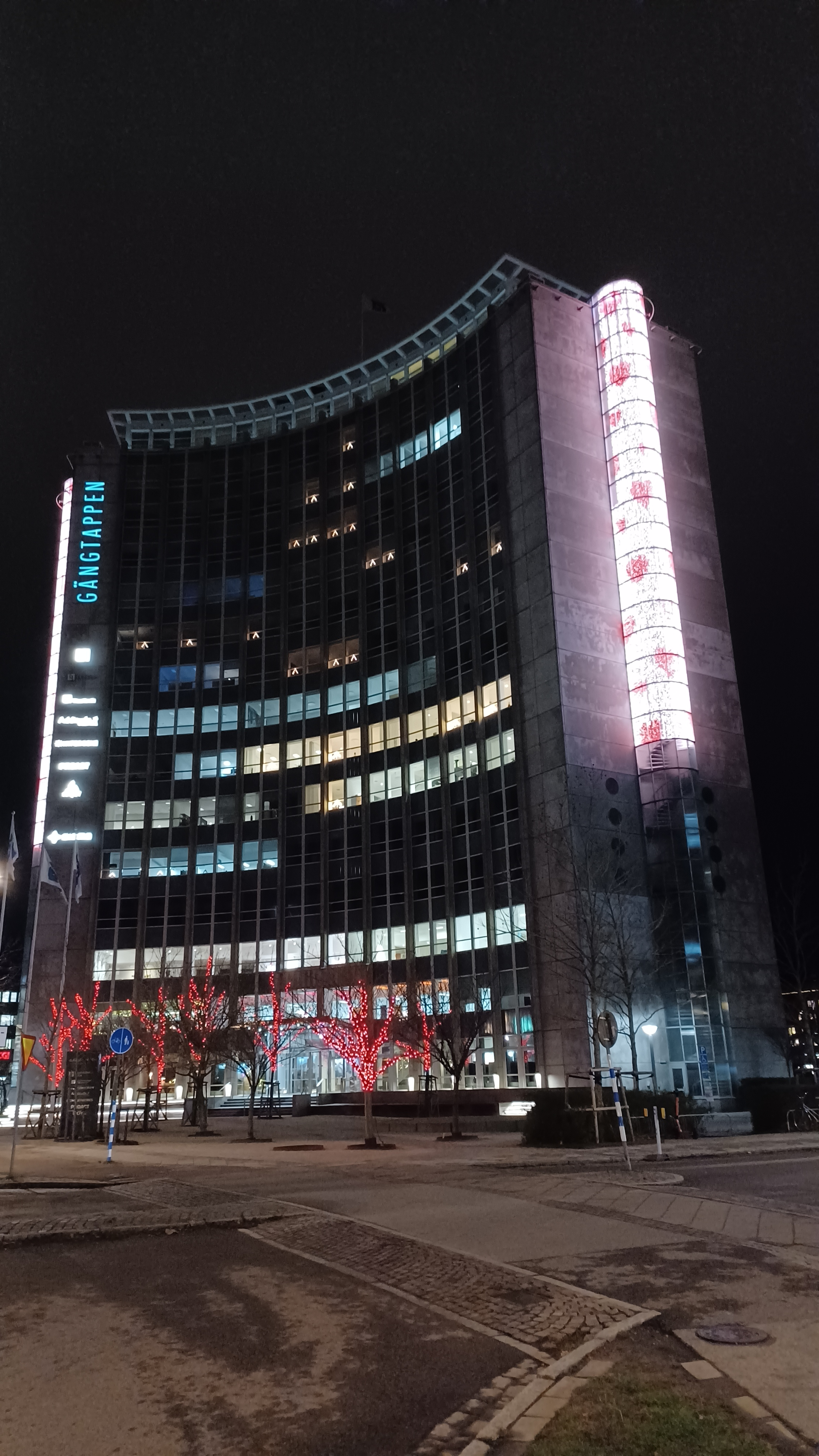
Gängtappen belyst på kvällen, december 2024.
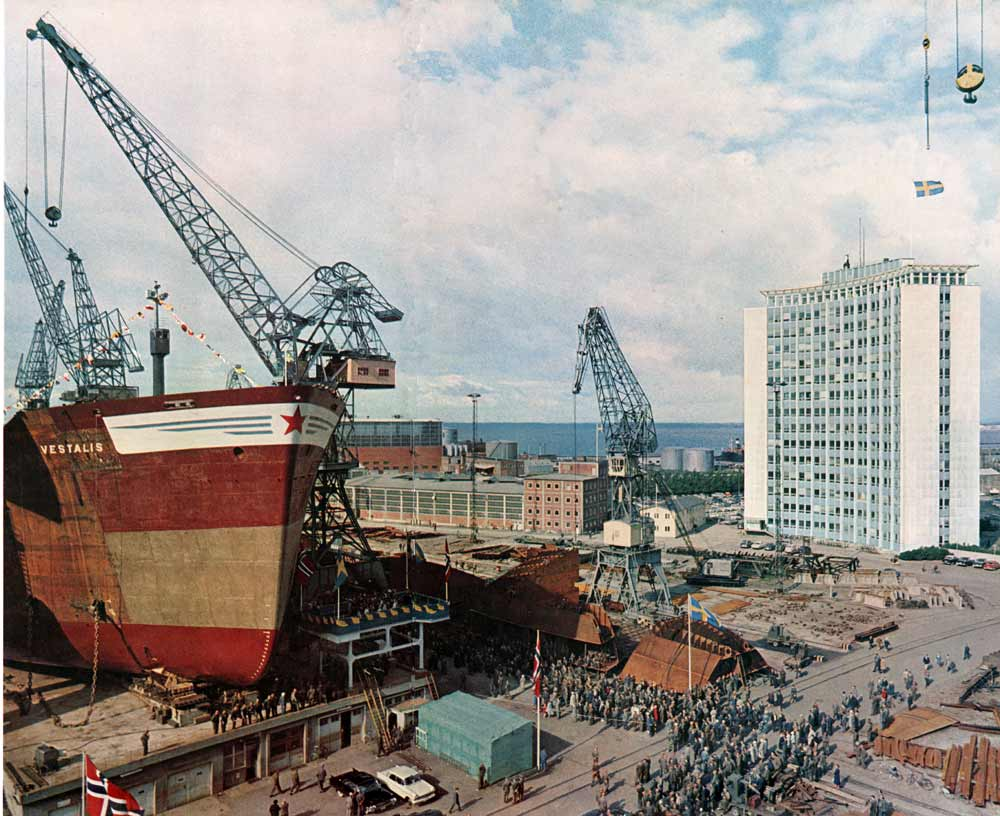
Kontorshuset och en del av området under augusti 1962.